# Ciclu de viață al produsului
Ciclul de viață al produsului se referă la durata medie de viață a unui produs: se face o analogie cu (produsele se nasc, se dezvoltă, ajung la maturitate și apoi îmbătrânesc); în funcție de perioada din viață în care se află produsul, sunt influențate și vânzările acestuia.
Întregul ciclu de viață al produsului, de la concepția și dezvoltarea sa până la dispariția sa definitivă din arena schimburilor de mărfuri, include următoarele faze: achiziția materiilor prime, producția, ambalarea, distribuția, utilizarea, reciclarea și retragerea produsului de pe piață. O definiție a ciclului de viață care descrie detaliat toate fazele succesive ale "vieții" produsului este următoarea: "Ciclul de viață include fazele: conceptualizare, dezvoltarea ideilor proiectului, studiul de inginerie, planificarea proceselor, fabricație, operare, întreținere (reparare) și retragere". Definiția generală a ciclului de viață al produsului este formulată în standardul SR EN ISO 14040: 2002 sub forma următoare: ciclul de viață reprezintă "etape consecutive și intercorelate ale unui sistem-produs, de la achiziția materiilor prime sau generarea resurselor naturale până la post-utilizare". Un ciclu de viață (complet) al produsului ar putea consta din fazele: 1) concept/viziune; 2) fezabilitate; 3) proiectare/dezvoltare; 4) producție; 5) retragere treptată din uz. Într-o exprimare concentrată, etapele ciclului de viață al produsului sunt: concepție, proiectare, realizare, service. În cazul în care acest termen se utilizează ca un concept de marketing, ciclul de viață este "orientat spre piață", acesta se referă la viața comercială a produsului (viața produsului pe piață) și descrie tendința de dezvoltare a cifrei de afaceri și a profitului unui produs, de-a lungul vieții sale comerciale.
În acest sens (al vieții comerciale),ciclul de viață al produsului reflectă evoluția în timp a volumului de vânzări ale produsului și reprezintă intervalul de timp dintre momentul apariției produsului pe piață și cel al dispariției sale definitive din arena schimbului de mărfuri.

## Fazele ciclului de viață
Fazele ciclului de viață tipic al produselor supuse comercializării sunt următoarele:
- introducerea produsului pe piață (sau lansarea);

- creșterea;

- maturitatea;

- saturația;

- declinul.

Introducerea (lansarea) este perioada de creștere ușoară a vânzărilor pe măsură ce produsul este lansat pe piață. Datorită incertitudinii pieței, o strategie de fabricație adecvată trebuie să se bazeze pe criteriul competițional flexibilitate, pentru a face față schimbărilor frecvente ale construcției produsului.
Creșterea este perioada acceptării masive de către piață a produsului și a profiturilor în creștere. Prețurile produselor pot fi mai mici decât în prima perioadă, concurența are loc în special pe baza calității produselor.
Maturitatea este perioada de încetinire a ritmului vânzărilor, intensitatea vânzărilor se menține în jurul unei valori ce depinde de echilibrul dintre cerere și ofertă. Principalele preocupări ale fabricației sunt reducerea costurilor de producție și creșterea productivității. Concurența din ce în ce mai agresivă are loc pe baza prețului produsului.
Saturația este perioada în care produsul, deși a ajuns la cea mai înaltă cotă de acceptare de către majoritatea cumpărătorilor, nu se mai poate vinde pe piață ca înainte, din cauza apariției altor produse cu parametri superiori.Vânzările se încetinesc sau creșterea vînzărilor încetează.
Declinul este perioada în care vânzările și profiturile scad într-un ritm rapid. Prețurile sunt mai mici, există supracapacitate de producție și apare riscul ca în cele din urmă produsul să fie scos din fabricație, deoarece vânzările pot ajunge la zero sau pot scădea la un nivel destul de redus.
Graficul de variație al volumelor de vânzări ale produsului în timp are forma bine-cunoscutelor curbe "în S". În mod normal, curba "în S" prezintă o creștere relativ lentă la început și după o perioadă considerabilă, "decolează" rapid. După această urcare bruscă, creșterea se încetinește, curba se aplatizează și apoi descrește lent, corespunzător fazei finale de declin. Totuși, nu toate produsele au o evoluție a volumului de vânzări după curba "în S". Unele produse sunt introduse pe piață și "cad" rapid, altele "staționează" în faza de maturitate foarte mult timp (Kotler, op.cit.,p.638). Un astfel de ciclu de viață în care vânzările staționează la maturitate este denumit ciclu "cu platou"; staționarea vânzărilor se explică, de regulă, prin aceea că nu există o alternativă mai bună disponibilă. Platoul se poate înclina ușor în sensul crescător, dacă vânzările cresc la o rată corespunzătoare cu creșterea economică. Uneori, produse ajunse în faza de declin pot fi readuse în faza de creștere printr-o campanie de promovare sau repoziționare.
Conceptul ciclului de viață poate fi folosit pentru descrierea modului în care evoluează produsele pe piețe și poate fi utilizat pentru elaborarea unor strategii de marketing corespunzătoare diferitelor faze ale ciclului de viață.

## Managementul ciclului de viață
Managementul ciclului de viață este un proces de management al întregului ciclu de viață al produsului, de la concepția acestuia, trecând prin proiectare și fabricație, până la service și retragere. Conceptul de managementul ciclului de viață al produsului (PLM- acronim din l.engleză pentru product lifecycle management) este o abordare atotcuprinzătoare pentru inovarea, dezvoltarea noilor produse și introducerea lor, precum și managementul informației asupra produsului, de la ideație pînă la sfârșitul vieții produsului.
În sensul mai restrâns al vieții comerciale a produsului,prin managementul ciclului de viață se înțelege elaborarea și implementarea unei succesiuni de strategii, referitoare la identitatea produsului, politica de prețuri, strategii de vânzări etc. pentru produsul care parcurge fazele ciclului de viață comercială (produsul care se află pe piață). In fiecare fază a ciclului de viață (comercială), produsul necesită strategii de marketing, financiare, de fabricație, de achiziție și strategii de resurse umane.
Pentru introducerea unui produs nou pe piață, firmele pot adopta diferite strategii de marketing. De exemplu, noul produs poate fi introdus la preț scăzut și cu o promovare puternică :strategia penetrării rapide. Strategia este aplicată dacă există o concurență puternică.
Pe de altă parte, firma poate lansa noul produs la un preț ridicat și cu o promovare scăzută. Această strategie poate avea succes dacă nu există o concurență puternică și cei mai mulți cumpărători sunt dispuși să plătească un preț ridicat.
In faza de creștere, pe piață intră noi concurenți care introduc produse cu caracteristici noi, de aceea firma-pionier îmbunătățește calitatea produsului, concurența desfășurându-se pe baza criteriului competițional "calitate". Firma penetrează noi segmente de piață, introduce noi canale de distribuție și poate recurge la scăderea ușoară a prețului pentru a susține creșterea rapidă a pieței.
In faza de maturitate, ritmul de creștere a vânzărilor scade, din cauza existenței mai multor producători care determină o creștere a concurenței. Strategia firmelor cu produse în faza de maturitate poate aplica politici de reducere a prețurilor, creștere a bugetelor pentru publicitate, stimularea cercetării-dezvoltării pentru a crea variante perfecționate de produse.
In faza de declin, vânzările scad datorită progresului tehnic care generează produse cu performanțe superioare (înlocuirea produselor existente), din cauza schimbării preferințelor consumatorilor sau creșterii concurenței. Responsabilii de marketing utilizează diferite tehnici pentru a evita sau a întârzia faza de declin. O abordare indicată este impulsionarea inovării, în vederea relansării produselor care se apropie de declin sau revitalizarea produsului prin aducerea unor modificări substanțiale.
Strategiile mixului de marketing trebuie să se modifice pe măsură ce produsul traversează fiecare fază a ciclului de viață. Prețul, distribuția și caracteristicile produsului tind să fie modificate.
Din punctul de vedere al fabricantului produsului, ciclul de viață al produsului include cinci faze diferite : imaginarea produsului, definire, realizare, suport (service), retragerea produsului (din fabricație și de pe piață).